# B-Sides and Seasides
B-Sides and Seasides es el b-side álbum del grupo musical de pop rock y rock indie estadounidense The Narrative. Fue lanzado el 
2 de abril de 2012 en la página de donaciones del grupo para su nuevo disco y fue producido por Bryan Russell.
Algunas canciones fueron grabadas el 2009, junto con su álbum The Narrative. Contiene dos nuevas canciones Hallelujah y Make It Right y versiones alternativas, acústicas de las canciones de Just Say Yes y The Narrative así como reelaboraciones de Brand New, Tautou y Radiohead, Karma Police.

## Listado de canciones
Todas las canciones escritas y compuestas por Suzie Zeldin y Jesse Gabriel. 
| B-Sides and Seasides |                               |          |  |
| N.º                  | Título                        | Duración |  |
| 1.                   | «Hallelujah»                  | 4:23     |  |
| 2.                   | «Make It Right»               | 3:48     |  |
| 3.                   | «Winter's Coming (Acoustic)»  | 5:07     |  |
| 4.                   | «Castling (Acoustic)»         | 4:06     |  |
| 5.                   | «Fade (Alternate Version)»    | 4:58     |  |
| 6.                   | «Silence & Sirens (Acoustic)» | 3:47     |  |
| 7.                   | «You Will Be Mine (Acoustic)» | 3:56     |  |
| 8.                   | «End All (2007 Demo)»         | 3:39     |  |
| 9.                   | «Tautou»                      | 4:19     |  |
| 10.                  | «Karma Police»                | 4:17     |  |

## Personal
- Suzie Zeldin - vocales, teclados
- Jesse Gabriel - guitarra, vocales

### Personal adicional
- Bryan Russell - productor
- Ari Sadowitz - Bajo
- Will Noon - Beteria
- Hilary J. Corts - fotografía